# Agelasta humerata
Agelasta humerata là một loài bọ cánh cứng trong họ Cerambycidae.